# Wiggle-High5
La Wiggle-High5 era una squadra femminile britannica di ciclismo su strada. Fondata nel 2012 su iniziativa della ciclista australiana Rochelle Gilmore, fu attiva nella categoria Elite con licenza di UCI Women's Team da inizio 2013 a fine 2018, affermandosi tra le migliori dieci formazioni al mondo.

## Cronistoria

### Annuario
| Anno | Codice | Nome         | Cat. | Biciclette | Dirigenza |
| ---- | ------ | ------------ | ---- | ---------- | --- |
| 2013 | WHT    | Wiggle-Honda | WT   | Colnago    | Manager: David Gilmore Direttore sportivo: Simon Cope, Kurt Bogaerts, Kristof Van Campenhout                              |
| 2014 | WHT    | Wiggle-Honda | WT   | Colnago    | Manager: David Gilmore Direttore sportivo: Franky Van Haesebroucke, Kurt Bogaerts, Simon Cope, Jarrod Moroni, Julian Winn |
| 2015 | WHT    | Wiggle-Honda | WT   | Colnago    | Manager: Rochelle Gilmore Direttore sportivo: Egon van Kessel, Kurt Bogaerts, Nico Claessens, Bob De Cnodder              |
| 2016 | WHT    | Wiggle-High5 | WT   | Colnago    | Manager: Rochelle Gilmore Direttore sportivo: Egon van Kessel, Kurt Bogaerts, Nico Claessens                              |
| 2017 | WHT    | Wiggle-High5 | WT   | Colnago    | Manager: Rochelle Gilmore Direttore sportivo: Donna Rae-Szalinski, Alexandra Greenfield, Martin Vestby                    |
| 2018 | WHT    | Wiggle High5 | WT   | Colnago    | Manager: Rochelle Gilmore Direttore sportivo: Allan Davis, Kim Palmer                                                     |

### Classifiche UCI
Aggiornato al 31 dicembre 2018.
| Anno | Classifica      | Pos. | Migliore cl. individuale   |
| ---- | --------------- | ---- | -------------------------- |
| 2013 | Cal. mondiale   | 5º   | Giorgia Bronzini (4ª)      |
| 2013 | Coppa del mondo | 7º   | Giorgia Bronzini (9ª)      |
| 2014 | Cal. mondiale   | 7º   | Giorgia Bronzini (6ª)      |
| 2014 | Coppa del mondo | 8º   | Giorgia Bronzini (10ª)     |
| 2015 | Cal. mondiale   | 3º   | Jolien D'Hoore (3ª)        |
| 2015 | Coppa del mondo | 2º   | Jolien D'Hoore (3ª)        |
| 2016 | Cal. mondiale   | 3º   | Emma Johansson (3ª)        |
| 2016 | World Tour      | 2º   | Elisa Longo Borghini (5ª)  |
| 2017 | Cal. mondiale   | 6º   | Jolien D'Hoore (7ª)        |
| 2017 | World Tour      | 3º   | Elisa Longo Borghini (5ª)  |
| 2018 | Cal. mondiale   | 5º   | Elisa Longo Borghini (17ª) |
| 2018 | World Tour      | 6º   | Elisa Longo Borghini (11ª) |

## Palmarès
Aggiornato al 31 dicembre 2018.

### Grandi Giri
- Giro d'Italia

Partecipazioni: 6 (2013, 2014, 2015, 2016, 2017, 2018)
Vittorie di tappa: 10
2013: 1 (Giorgia Bronzini)
2014: 1 (Giorgia Bronzini)
2015: 2 (Mayuko Hagiwara, Mara Abbott)
2016: 4 (2 Giorgia Bronzini, Chloe Hosking, Mara Abbott)
2017: 1 (Jolien D'Hoore)
2018: 1 (Kirsten Wild)
Vittorie finali: 0
Altre classifiche: 4
2015: Italiane (Elisa Longo Borghini)
2016: Scalatrici (Elisa Longo Borghini)
2017: Italiane (Elisa Longo Borghini)
2018: Italiane (Elisa Longo Borghini)

### Campionati nazionali
- Campionati australiani: 1

In linea: 2015 (Peta Mullens)
- Campionati austriaci: 1

Cronometro: 2018 (Martina Ritter)
- Campionati belgi: 2

In linea: 2015, 2017 (Jolien D'Hoore)
- Campionati britannici: 2

In linea: 2014 (Laura Trott)
Cronometro: 2013 (Joanna Rowsell)
- Campionati francesi: 4

Cronometro: 2015, 2016, 2017, 2018 (Audrey Cordon-Ragot)
- Campionati giapponesi: 5

In linea: 2014, 2015 (Mayuko Hagiwara); 2018 (Eri Yonamine)
Cronometro: 2014 (Mayuko Hagiwara); 2018 (Eri Yonamine)
- Campionati italiani: 3

In linea: 2017 (Elisa Longo Borghini)
Cronometro: 2016, 2017 (Elisa Longo Borghini)
- Campionati spagnoli: 3

In linea: 2015 (Anna Sanchis)
Cronometro: 2015, 2016 (Anna Sanchis)
- Campionati svedesi: 3

In linea: 2016 (Emma Johansson); 2018 (Emilia Fahlin)
Cronometro: 2016 (Emma Johansson)
- Campionati tedeschi: 1

Cronometro: 2018 (Lisa Brennauer)

## Organico 2018
Aggiornato al 17 marzo 2018.

### Staff tecnico
|  | Naz.                 | Ruolo | Sportivo         |  |  |  |
|  | -------------------- | ----- | ---------------- |  |  |  |
|  | Australia (bandiera) | GM    | Rochelle Gilmore |  |  |  |
|  | Australia (bandiera) | DS    | Allan Davis      |  |  |  |
|  | Australia (bandiera) | DS    | Kim Palmer       |  |  |  |

### Rosa
|  | Naz.                   |  | Sportivo             | Anno |  |  |
|  | ---------------------- |  | -------------------- | ---- |  |  |
|  | Regno Unito (bandiera) |  | Katie Archibald      | 1994 |  |  |
|  | Italia (bandiera)      |  | Rachele Barbieri     | 1997 |  |  |
|  | Regno Unito (bandiera) |  | Elinor Barker        | 1994 |  |  |
|  | Germania (bandiera)    |  | Lisa Brennauer       | 1988 |  |  |
|  | Francia (bandiera)     |  | Audrey Cordon        | 1989 |  |  |
|  | Australia (bandiera)   |  | Amy Cure             | 1992 |  |  |
|  | Australia (bandiera)   |  | Annette Edmondson    | 1991 |  |  |
|  | Svezia (bandiera)      |  | Emilia Fahlin        | 1988 |  |  |
|  | Regno Unito (bandiera) |  | Grace Garner         | 1997 |  |  |
|  | Regno Unito (bandiera) |  | Lucy Garner          | 1994 |  |  |
|  | Danimarca (bandiera)   |  | Julie Leth           | 1992 |  |  |
|  | Italia (bandiera)      |  | Elisa Longo Borghini | 1991 |  |  |
|  | Austria (bandiera)     |  | Martina Ritter       | 1982 |  |  |
|  | Australia (bandiera)   |  | Macey Stewart        | 1996 |  |  |
|  | Paesi Bassi (bandiera) |  | Kirsten Wild         | 1982 |  |  |
|  | Giappone (bandiera)    |  | Eri Yonamine         | 1991 |  |  |